# 金沢宏 (野球)
金沢 宏（かなざわ ひろし、1938年 - ）は、山口県出身のアマチュア野球選手（投手）。

## 来歴
岩国高校では、エースとして1955年秋季中国大会県予選準決勝に進むが山口高に敗退。翌1956年春季山陽大会では決勝に進出するが、岡山東商に大敗を喫する。同年夏は県予選で敗れ、甲子園には出場できなかった。高校同期に杉本公孝がいた。
早稲田大学に進学。東京六大学野球リーグでは在学中2回優勝。1959年春季リーグでは野村徹とバッテリーを組み、1年下の安藤元博との二本柱で活躍。木次文夫、徳武定之らの強力打線の援護もあって、4連覇を続けてきた立大に競り勝ち優勝を飾る。同季のベストナインにも選出された。直後の全日本大学野球選手権大会でも決勝で再試合の末、関学を降し優勝。翌1960年秋季リーグのいわゆる早慶六連戦では直前に指を故障。第2戦に先発するが敗退し、その後は安藤元博の力投でリーグ優勝。リーグ通算47試合14勝10敗、防御率1.38、122奪三振。1958年春季リーグでは法大1回戦で、1試合最少投球数（73球）のリーグ記録を達成した。
卒業後は野村とともに大昭和製紙に入社。1961年の都市対抗では準決勝に進むが、新三菱重工に敗退。1962年の第4回アジア野球選手権大会日本代表に選出され、日本の優勝に貢献。1964年の産業対抗では5試合のうち4試合に先発。決勝に進み富士製鐵広畑の大工勝と投げ合う。5回から大森健弘、三田晃に継投、9回裏サヨナラ勝ちで10年ぶりの優勝を飾った。